# 中国人民解放军海军陆战队第一旅
海军陆战队第一旅（英語：1st Marine Brigade），又称“猛虎旅”，是中国人民解放军海军陆战队现行编制下成立的第一个旅级单位，现驻地为广东省湛江市。

## 历史概述
陆战一旅的编制最早可追溯到1964年。1964年夏，为加强海南岛北部机动作战力量，组建了广州军区守备第二十七师。
1970年，改番号为陆军第一三一师，归海南军区建制。1974年，第二次组建的131师参加西沙海战，抽调391团两个连，392团四个连（含一个工兵连），抢滩登陆，收复珊瑚、甘泉、金银三岛。
1979年12月，以五十四军一三四师三九一团为基础，陆军一三一师第三九一团团部和1个建制水陆坦克营、两个装甲步兵连等若干单位合编组建海军陆战队第一旅，旅部由391团团部扩编。该旅于1980年5月5日正式成立。

## 沿革
参考资料：
| 部隊番號               | 使用時期               |
| 前身                   | 前身                   |
| ---------------------- | ---------------------- |
| 广州军区守备第七十九团 | 1964年6月-1970年1月    |
| 步兵第三九一团         | 1970年1月-1980年5月5日 |
| 陆战队第一旅           |                        |
| 海军陆战队第一旅       | 1980年5月5日至今       |